# Diane di Prima
Diane di Prima (Brooklyn, Nueva York, 6 de agosto de 1934-San Francisco, California, 25 de octubre de 2020) fue una poeta estadounidense.

## Biografía
Nació en Brooklyn (Nueva York), el 6 de agosto de 1934, siendo la segunda generación estadounidense de ascendencia italiana cuyo abuelo materno, Domenico Mallozzi, fue un activo anarquista asociado a Carlo Tresca, incansable defensor de los derechos de los trabajadores, y a Emma Goldman, una de las pioneras en la lucha por la emancipación de la mujer. Di Prima comenzó a escribir a la edad de siete años y decidió ser poeta a los catorce.
Con diecinueve años, mantenía correspondencia con Ezra Pound, que revolucionó el lenguaje poético de la época eliminando todos los elementos superfluos de la poética y la retórica, y con Kenneth Patchen, pacifista convencido, seguido por los más jóvenes por la intemporalidad de sus creencias e ideas, pero poco alabado como poeta por los críticos de la época, debido a su preocupación por los problemas sociales de la década de los 30. Di Prima asistió al Instituto Hunter y a la Universidad Swarthmore, en Manhattan, donde vivió y escribió durante muchos años. Su primer libro de poesía, This Kind of Bird Flies Backward (Esta especie de pájaro vuela hacia atrás), lo publicaron en 1958 la editorial Hettie y LeRoi Jones.[cita requerida]

### Implicación en el movimiento beat
Di Prima pasó el fin de los años 50 y principios de los 60 en Manhattan, donde participó en el incipiente movimiento beat y donde llegó a ser conocida como una importante escritora dentro de este movimiento. Después, pasó algún tiempo en Stinson Beach y Topanga Canyon, en California. Luego, regresó a Nueva York y, finalmente, se trasladó definitivamente a San Francisco. Fue una figura puente entre el movimiento beat y los últimos hippies, así como entre los artistas de la costa este y la costa oeste.[cita requerida]
Durante los años en que residió en Manhattan. editó el boletín literario The Floating Bear (El oso flotante) (1961-1969) con Amiri Baraka (LeRoi Jones), poeta, ensayista, dramaturgo, músico y profesor universitario. También fue cofundadora del Teatro de Poetas de Nueva York y fundadora de la Poets Press, que publicó la obra de muchos nuevos escritores de la época. En varias ocasiones, se enfrentó a cargos por obscenidad, acusada por el gobierno de los Estados Unidos, debido a su trabajo en el Teatro de los Poetas de Nueva York y en el periódico The Floating Bear. En 1961, fue detenida por la FBI, por la publicación de dos poemas en The Floating Bear. Di Prima siempre afirmó que fue acosada constantemente por la policía debido a la naturaleza de su poesía.[cita requerida]
En 1966, se trasladó a Nueva York, donde pasó algún tiempo en Millbrook con la comunidad psicodélica de Timothy Leary e imprimió las dos primeras ediciones de Psychodelic Prayers (Oraciones psicodélicas) de Leary (primavera de 1966). En 1969, escribió una novela de relato erótico, en la que detallaba su propia experiencia en el movimiento beat, titulada Memoirs of a Beatnik (Memorias de una beatnik).[cita requerida]
Desde 1974 hasta 1997, di Prima enseñó poesía en la Jack Kerouac School de Disembodied Poetics («poetas desencarnados»), del Instituto de Naropa en Boulder, Colorado, compartiendo el programa con sus compañeros beat Allen Ginsberg (cofundador del programa), William Burroughs, Gregory Corso y otros. En el 2001, publicó Recollections of My Life as a Woman: The New York Years (Recuerdos de mi vida como mujer: los años de Nueva York).[cita requerida]

### Carrera
A finales de 1960, se mudó definitivamente a California, donde vivió hasta su fallecimiento. Allí, participó en las actividades políticas de los Diggers y estudió budismo, sánscrito, alquimia y gnosticismo. En 1966, firmó un voto de resistencia a pagar impuestos para protestar contra la guerra de Vietnam. También publicó su obra principal, el poema largo Loba, en 1978, con una edición ampliada en 1998.[cita requerida]
Desde 1980 hasta 1987, enseñó las tradiciones herméticas y esotéricas de su poesía en un breve pero significativo programa Master de Poetas en el New College de California, junto a los poetas Robert Duncan y David Meltzer. También dio clases en el California College of Arts and Crafts y el San Francisco Arts Institute. Fue también una de las cofundadoras del San Francisco Institute of Magical and Healing Arts (SIMHA), donde enseñó las tradiciones espirituales occidentales desde 1983 hasta 1992. Fue autora de 43 libros de poesía y prosa, incluidos sus poemas seleccionados Pieces of a Song (Trozos de una canción), que se publicaron en 1990, y un libro de memorias, Recollections of My Life as a Woman (Recuerdos de mi vida como mujer), publicado en el 2001. Fue también prosista, dramaturga y activista a favor de la justicia social y docente.[cita requerida]
Su obra se ha traducido a más de 20 idiomas, y ella recibió premios a su labor poética del National Endowment for the Arts. En 1993, recibió un premio de la asociación nacional de poesía Lifetime Achievement. Entre mayo y junio de 1994, fue Master Artist-in-Residence en el Atlantic Center for the Arts. En 1999, recibió el título honorífico de doctora en literatura por la Universidad de St. Lawrence. En la primavera del 2000, fue Master Poet-in-Residence en el Columbia College de Chicago. En el 2002, fue una de los tres finalistas para el premio Poeta Laureado de California, y en el 2009 fue nombrada Poeta Laureada de San Francisco. Leyó dos de sus poemas en el icónico concierto de despedida The Last Waltz, de The Band. El primero fue "Get Yer Cut Throat off My Knife" (Aparta tu garganta cortada de mi cuchillo), y el segundo, "Revolutionary Letter #4"  (4.ª carta revolucionaria). Actualmente, hay un movimiento en marcha para nombrar una calle de San Francisco en su honor.[cita requerida]
Di Prima también trabajó desde los años 60 como fotógrafa y artista collage, y en los últimos diez años volvió a retomar la acuarela. Realizó cuatro exposiciones individuales y participó en numerosas exposiciones colectivas. Colaboró también con la cineasta Melanie La Rosa para hacer el documental The Poetry Deal: a film with Diane di Prima (El trato de la poesía: una película con Diane di Prima). La película tiene una gran importancia histórica, pues es la única que se centra exclusivamente en el trabajo de Di Prima. Posee, además, curiosos y raros archivos de imágenes y grabaciones de ella leyendo sus trabajos en 1974.[cita requerida]
Estas grabaciones se tomaron en lugares en los que Di Prima tuvo buenos contactos y relaciones, como en la Universidad de Naropa, en el Proyecto de Poesía de la ciudad de Nueva York y en el Centro de Poesía de la Universidad Estatal de San Francisco. La película también ofrece lecturas contemporáneas de su poesía, leídas por sus amigos y por ella misma, incluida una lectura espontánea en el 2007 de The Poetry Deal por ella misma en su casa, otra lectura de "Song for Baby-O", en el 2009, grabada en un festival de poesía en Gloucester, Massachusetts, y varios poemas-película rodados en varios actos para crear una estética única en homenaje a la estética literaria de su obra. Las reacciones a The Poetry Deal: a film with Diane di Prima permiten al espectador experimentar directamente la poesía de la autora.[cita requerida]
Di Prima vivió y escribió en San Francisco, donde impartió talleres en los que enseñaba a los asistentes cómo combinar pinturas o fotografías con la palabra impresa; también dio clases particulares individuales sobre escritura y creatividad. A su muerte, dejó varias obras poéticas en la imprenta: entre ellas, la edición ampliada de Revolutionary Letters, publicada por Last Gasp Press de San Francisco, que contiene más de 20 poemas políticos nuevos escritos en las dos últimas décadas. Otras obras en curso incluyen The Poetry Deal: Poems from the 1980s and 90s; Death Poems for All Seasons (Poemas de muerte para todas las estaciones), Estudios alquímicos (poesía), Not Quite Buffalo Stew, una novela surrealista sobre la vida de California; The Mysteries of Vision (Los misterios de la visión), un libro de ensayos sobre H.D., y One Too Like Thee, un estudio del uso de la magia tradicional occidental en su vida y obra.[cita requerida]
Las obras de di Prima se estudian en la Universidades de Louisville, Indiana, Southern Illinois y Carolina del Norte. Su poesía presenta a menudo una lucha contra los disturbios sociales y políticos que ocurrieron en la década de 1960 y 1970. Aunque muchos de sus poemas tuvieron un punto de vista social o político, gran parte de sus escritos también incluyeron problemas de relaciones personales y aspectos de su vida. La mayor parte de su más reciente material trata sobre temas específicamente femeninos y otros sobre prácticas religiosas, específicamente orientadas a la filosofía oriental. El poema de di Prima Brass Furnace Going out es uno de sus poemas más famosos y está basado en un aborto que tuvo, en contra de su voluntad y a pesar de su convicción de que el aborto era algo erróneo. Este poema, traducido al castellano como Estufa de latón que se apaga ha sido publicado por primera vez en castellano tras la autorización de di Prima, quien durante varias décadas rechazó su publicación tras las malinterpretaciones que de él hacía la derecha conservadora norteamericana, en la primera antología de Diane di Prima en castellano publicada en España (Quita tu cuello degollado de mi cuchillo, Torremozas, 2021). [cita requerida]
El poema lo escribió después de su regreso a casa, tras el aborto, y está dirigido directamente al bebé abortado, cuya presencia permanece a lo largo de todo el poema. En la sección II del poema, Di Prima escribió: «Quiero meterte en un frasco para enviárselo a tu padre / con una larga nota amarga. quiero que sepa / que no voy a perdonaros ni a ti ni a él / por que no hayas nacido / por haberte evaporado, rindiéndote / a la primera de cambio / como si todo fuera una bulliciosa fiesta de jazz  / y alguien te hubiera pisado los pies.» Aquí se observa su resentimiento por el hecho de que Jones la presionó para que abortase. Escribiendo claramente su proceso, sus sentimientos y resentimiento hacia Jones y el bebé, y las posibilidades de que ella lo hubiera podido llevar a término, Di Prima está permitiendo al lector experimentar su dolor y crear una estrecha relación con otras mujeres que han estado en situaciones similares.[cita requerida]

### Vida personal
Di Prima tuvo cinco hijos: Jeanne di Prima, Dominique di Prima, Alex Marlowe, Tara Marlowe y Rudi di Prima. Se casó con Alan Marlowe en 1962 (se divorció en 1969) y con Grant Fisher en 1972 (se divorció en 1975).
Era una budista convencida. En California fundó el Instituto de Artes Mágicas y Curativas.

## Premios y distinciones
- Poet Lauret de San Francisco (2009).
- Premiada por la Asociación Nacional de la Poesía
- Doctora Honoris Causa por la Universidad de St. Lawrence

## Traducciones al castellano
- 2015 – Beat Attitude. Antología de mujeres poetas de la generación beat (tr. de Annalisa Marí Pegrum). Bartleby Editores (España). ISBN 9788492799824
- 2021 – Memorias de una beatnik (tr. de Rubén Medina). Ediciones Matadero (México). ISBN 9786073038751
- 2021 – Quita tu cuello degollado de mi cuchillo (tr. de Annalisa Marí Pegrum). Torremozas (España). ISBN 9788478398553